# هاني الضابط
هاني الضابط (15 أكتوبر 1979 في صلالة، عمان)، لاعب كرة قدم عماني.
يلعب حالياً مع نادي ظفار، وقد كان يلعب مع منتخب عمان لكرة القدم.

## إنجازاته
- لعب في كاس العالم عام 1995 في الإكوادور وقاد منتخب بلاده إلى المربع الذهبي لكأس العالم.
- حقق بطولة كأس آسيا تحت 17 عام
- مثل منتخب عمان للشواطئ في كأس العالم إيطاليا 2011

## ألقابه الشخصية
- هداف بطولة الأندية الخليجية
- أفضل لاعب في غرب آسيا
- أفضل هداف في العالم عام 2001
- هداف كأس الخليج 15
- أفضل رياضي عام 2001
- مصنف ضمن أحد هدافي القرن لأفضل 100 لاعب في تاريخ كرة القدم في تقرير الفيفا للتاريخ والإحصاء
- هداف الدوري العماني 3 مرات

## الأندية التي مثلها
- احترف فترة قصيرة لنادي جينت البلجيكي
- لعب لبطل قطر نادي السد القطري
- لعب لبطل البحرين الأهلي
- لعب لنادي الجهراء الكويتي
- ولعب لنادي بني ياس الإماراتي
- ثم عاد لناديه ظفار العماني

## كأس الخليج 2002
سجل ثلاثة أهداف في مرمى منتخب الكويت لكرة القدم، وقد سجل هدف في مرمى منتخب قطر لكرة القدم، وقد سجل هدف في مرمى منتخب البحرين لكرة القدم. وهو هداف الدورة برصيد 5 أهداف.

## روابط خارجية
- هاني الضابط على موقع الاتحاد الدولي (مؤرشف)  (الإنجليزية)
- هاني الضابط على موقع قاعدة بيانات كرة القدم.إي يو (الإنجليزية)
- هاني الضابط على موقع ناشيونال فوتبول تيمز (الإنجليزية)
- هاني الضابط على موقع Soccerway.com (الإنجليزية)
- هاني الضابط على موقع كووورة